# Jethro Tull - The String Quartets
| Recensione | Giudizio |
| ---------- | -------- |

Jethro Tull - The String Quartets è un album di Ian Anderson, leader della band progressive rock inglese dei Jethro Tull, e del Carducci String Quartet, pubblicato nel 2017.

## Il disco
L'album è composto da canzoni dei Jethro Tull eseguite da Ian Anderson al flauto, chitarra e voce, con accompagnamento del quartetto d'archi Carducci String Quartet e arrangiamento orchestrale di John O'Hara.

## Formazione
- Matthew Denton - violino
- Michelle Fleming - violino
- Eoin Schmidt-Martin - viola
- Emma Denton - violoncello
- Ian Anderson - flauti, chitarra acustica, mandolino, voce
- John O'Hara - arrangiamenti orchestrali, celesta, pianoforte

## Tracce
1. In The Past (Living In The Past) - 4:10
2. Sossity Waiting (Sossity, You're A Woman/Reasons For Waiting) - 4:45
3. Bungle (Bungle In The Jungle) - 3:49
4. We Used To Bach (We Used To Know/Bach Prelude C Major) - 4:54
5. Farm, The Fourway (Farm On The Freeway) - 3:44
6. Songs And Horses (Songs From The Wood/Heavy Horses) - 3:53
7. Only The Giving (Wond'ring Aloud) - 1:58
8. Loco (Locomotive Breath) - 4:33
9. Pass The Bottle (A Christmas Song) - 3:02
10. Velvet Gold (Velvet Green) - 4:06
11. Ring Out These Bells (Ring Out, Soltice Bells) - 3:56
12. Aquafugue (Aqualung) - 5:13